# Peter Patzak
Peter Patzak est un réalisateur autrichien, né le 2 janvier 1945 à Vienne et mort le 11 mars 2021 à Krems an der Donau.

## Filmographie partielle
- 1975 : L'Appât (Zerschossene Träume)
- 1979 : Kassbach - Ein Portrait
- 1983 : Tramps
- 1986 : Richard et Cosima (Wahnfried / Richard und Cosima)
- 1987 : Der Joker (de)
- 1990 : Le Ciel sous les pierres (de) (Gavre Princip – Himmel unter Steinen)
- 1995 : Brennendes Herz
- 1997 : Shanghai 1937
- 1999 : Gefangen im Jemen
- 2010 : Kottan ermittelt : Rien ne va plus